# Орёл-карлик
Орёл-ка́рлик (лат. Hieraaetus pennatus) — вид хищных птиц семейства ястребиных, небольшой орёл, телосложением и размерами более близкий к канюкам. Гнездится на северо-западе и крайнем юге Африки и в тёплом умеренном климате Евразии. В России распространён на юге европейской части и в примыкающих к Монголии частях Центральной Сибири. Почти везде перелётная птица, зимует в тропиках Африки и Южной Азии. Охотится на некрупных птиц, ящериц, змей, грызунов. Гнездится в лесу на деревьях раз в год, в кладке обычно одно или два яйца.

## Описание

### Внешний вид
Русское название отражает характерную особенность этой птицы — размерами и пропорциями тела напоминающая более мелких канюков, она всё же имеет характерный орлиный облик. Благодаря наличию шестого «пальца» (у канюков их пять — первостепенных маховых перьев) плечо выглядит более широким и массивным. Полёт также более напоминает полёт других орлов: по прямой линии, с быстрыми взмахами крыльев и редким планированием. При парении передняя линия крыла несколько изогнута, как у коршунов, — плечевая часть крыла направлена вперёд, а кистевая назад, из-за чего создаётся впечатление, что крыло раскрыто не полностью. Кроме общих размеров, отличием от типичных орлов являются более узкие крылья и длинный узкий хвост (по длине почти равный ширине крыла) — характеристики, типичные для ястребов, отсюда название «ястребиные орлы», которое получил объединяющий несколько схожих видов род Hieraaetus. Начиная с первой половины 2000-х годов, специалисты пересматривают классификацию орлов и родственных им групп, в которой ястребиные орлы, в том числе и орёл-карлик, объединяются в единый род Aquila.
Среднего размера пернатый хищник: длина 45—53 см, размах крыльев 100—132 см, масса около 500—1300 г. Самки крупнее самцов, однако по окраске ничем от них не отличаются. Хвост снизу всегда светлый и без поперечных полос. Клюв как у других орлов — относительно короткий, сильно загнутый, чёрного цвета. Восковица и пальцы желтые, когти черные. Цевка оперена до пальцев — это обстоятельство сохранилось в научном, английском и французском названиях вида (слово pennatus в переводе с латинского означает «покрытый перьями», «оперённый»).
В окраске различают два типа, называемых «морфами» — тёмную и светлую, причём светлая встречается чаще. Легче определить орлов светлого типа, непохожих на другие виды: они отличаются бурым верхом и грязновато-белым низом (на груди и вокруг глаз развиты тёмные пестрины); белый испод крыла резко контрастирует с чёрными маховыми. Орлы тёмной морфы коричнево-бурые сверху и снизу, часто имеют типичный для орлов золотистый или рыжеватый оттенок на голове. Эти птицы по окраске схожи с другими среднего размера пернатыми хищниками, особенно с обыкновенным канюком и чёрным коршуном. Отличительными признаками орла-карлика являются большая голова, мощный клюв и почти полностью мохнатые и сильные ноги.

### Голос
В сезон размножения довольно криклив. Часто издаёт пронзительный свист, похожий на голос галстучника, в литературе передаваемый как «кли-кли-кли». Иногда слышно свистовое «ку-ит», схожее с позывкой канюков. Во время брачных игр нередко можно услышать характерный орлиный клёкот, только более высокий, либо короткое вибрирующее «чии-ди».

## Распространение

### Ареал
На северо-западе Африки гнездится в узкой полосе вдоль побережий Атлантики и Средиземного моря от Марокко к востоку до Туниса, не встречаясь южнее Высокого Атласа и центральных районов Туниса. В Европе ареал спорадичен, наиболее крупные популяции населяют Пиренейский полуостров и центральные районы Франции к северу до Арденнских гор. Отдельные гнездовья имеются в Греции, северной Турции, Болгарии, Румынии, Словакии, Молдавии, Беларуси и Украине. На территории России гнездится на двух изолированных участках ареала — на западе в европейской части к востоку до Тульской и Тамбовской областей, на востоке на Алтае, в Туве, Прибайкалье и Забайкалье. Южнее российских границ гнездится в Закавказье, Центральной Азии, северо-восточной Монголии и северной Индии. Наконец, отдельная популяция населяет Капскую провинцию и возможно Намибию на юге Африки.

### Миграции
Популяции Индии, северного Пакистана и Балеарских островов ведут оседлый образ жизни, остальные перелётные. Основная масса европейских птиц перемещается в Африку южнее Сахары, в основном в саванну и лесостепь. Отдельные особи остаются в Южной Европе, в частности на Майорке, а также в Северной Африке и Ближнем Востоке. Восточные популяции мигрируют на индийский субконтинент. На пролёте морских просторов избегают, водные преграды предпочитают пересекать на узких проливах — Гибралтарском и Босфорском. В большинстве районов отлетают в сентябре, возвращаются в марте или апреле. Птицы, гнездящиеся на крайнем юге Африки, в марте перемещаются в северном направлении на север Капской провинции и Намибию, возвращаются в места гнездовий в августе.

### Местообитания
В гнездовой период населяет южную часть лесной зоны, лесостепь и степь, где селится в лиственных, редко хвойных и смешанных высокоствольных лесах вблизи от открытых пространств, часто пойменных. Встречается и на равнине, однако чаще отдаёт предпочтение холмистым ландшафтам и предгорьям с разреженной древесной растительностью или кустарником, где поднимается до 3000 м над уровнем моря. Идеальный гнездовой биотоп — засушливый дубовый лес на склоне холма. При отсутствии крупных лесных массивов выбирает небольшие группы высокоствольных деревьев, обычно на окраинах болот, вырубок или пойменных лугов. В Южной Африке ассоциируется с одиноко стоящими возвышенностями — останцами, а также полупустынным плато Карру, где охотится среди карликового кустарника и низкорослых деревьев. На зимовках выбирает аналогичные условия, преимущественно саванну и лесостепь.

## Размножение
По всей видимости, орлы-карлики всегда возвращаются на прежние места гнездовий. Пары зимуют порознь, однако весной на местах ежегодно воссоединяются вновь. С возвращением самцы ведут себя демонстративно — по узкой спирали поднимаются на высоту 500—800 м, парят несколько минут и с подогнутыми крыльями падают вниз, после чего опять взмывают вверх, иногда выполняя мёртвую петлю. При этом птицы ведут себя шумно, издавая характерный орлиный клёкот. Гнёзда из веток и сучьев устраивают в лесу вблизи от открытого места, в развилке ствола, реже толстой ветви дерева на высоте 5—18 м от земли. Наблюдения, проведённые в национальном парке Доньяна в Испании, показали, что орлы обычно выбирают более высокие и с более толстым стволом деревья, чем в среднем по округе.
Гнездо широкое и с плоским лотком, внешне напоминает гнездо тетеревятника — имеет диаметр 70—100 см, толщину 30—70 см, диаметр лотка 20—50 см, глубину лотка 5—10 см. Добывают материал и укладывают его на место оба члена пары, законченная постройка выстилается прошлогодней хвоёй сосны и сухой травой. Кроме того, подобно осоеду, птицы нередко добавляют в гнездо толстый слой зелёных листьев. Нередко вместо нового гнезда используются старые гнёзда других хищных птиц — чёрного коршуна, обыкновенного канюка, тетеревятника, большого или малого подорликов, балобана, орлана-белохвоста. Одно или два яйца откладываются в середине апреля — начале мая. Яйца белые, иногда с лёгким желтоватым либо зеленоватым оттенком, с бурыми или охристыми пестринами. Размеры яиц: (50—62) х (39—50) мм. Насиживание начинается с первого яйца, сидит преимущественно самка в течение 36—38 дней. Птенцы при вылуплении покрыты желтовато-белым пухом, имеют бледно-жёлтую восковицу и ноги, голубую радужину. Первое время после вылупления самка остаётся в гнезде, обогревая потомство, в то время как самец занимается добычей корма. В конце июля или начале августа в возрасте 50—60 дней оперившиеся птенцы покидают гнездо, однако несколько дней держатся возле него. Выводки держатся до конца августа, после чего сначала молодые, а через 2 недели и взрослые птицы отлетают на зимовку.

## Питание
Сильные ноги с длинными когтистыми пальцами, мощный орлиный клюв и узкие крылья позволяют орлу-карлику охотиться на достаточно крупную, размером до кролика, и быстро передвигающуюся дичь. Корма самые разнообразные, приверженность к охоте на ту или иную группу животных зависит от местности. Ловит на земле и на лету мелких и среднего размера птиц — жаворонков, воробьёв, скворцов, дроздов, вяхирей, горлиц, коростелей и др, а также разоряет их гнёзда. В засушливых регионах большую долю составляют рептилии — ящерицы, гекконы, змеи. Ядовитых змей убивает одним ударом клюва в голову, однако в тропической Азии и Африке известны случаи гибели или потери зрения от яда змей. Из млекопитающих охотится на небольших зайцев, сусликов, крыс, мышей и других грызунов. Насекомые в рационе не играют значительной роли, но иногда их доля может достигать 20 % от общей массы — так, на зимовках одним из любимых лакомств являются термиты.
Иногда караулит добычу из-засады, сидя на ветке на краю открытой местности, либо подобно тетеревятнику быстро летит меж деревьев невысоко над землёй, вспугивая потенциальную жертву. Иногда охотится на открытом месте с большой высоты, однако парит редко. Приметив добычу, спускается на высоту 20—30 м, а затем резко кидается вниз. Жертву бьёт с помощью острых когтей, выбирая наиболее уязвимые части тела — голову либо шею.